# Club Balonmano Ciudad de Logroño
CB Ciudad de Logroño (vollständiger Name Club Balonmano Ciudad de Logroño, deutsch: Handballclub Logroño) ist ein spanischer Handballverein aus der Stadt Logroño in der Autonomen Region La Rioja. Seit 2006 spielt seine erste Männermannschaft in der Liga Liga Asobal bzw. Liga Plenitude. Die erste Mannschaft trat bis 2006 unter dem Namen Darien Logroño, von 2006 bis 2017 als Naturhouse La Rioja und seitdem als BM Logroño La Rioja an.

## Geschichte
Der Verein wurde im Jahre 2003 gegründet. Der Verein trat mit seiner ersten Männermannschaft in der Primera Nacional an, dabei wurde der garantierte Startplatz des Landesverbandes genutzt. Sportlich wurde in dieser Spielzeit der Aufstieg in die División de Honor Plata knapp verpasst, da der FC Barcelona aber auf das Aufstiegsrecht seiner zweiten Mannschaft verzichtete, konnte CB Ciudad de Logroño ab 2004 dennoch in der zweiten spanischen Liga antreten. Nach der Spielzeit 2005/06 in der División de Honor Plata stieg die Mannschaft als Zweitplatzierter in die höchste spanische Spielklasse, die Liga Asobal, auf. In ihrer ersten Erstligasaison (2006/07) schafften sie knapp den Klassenerhalt. In der Saison 2008/09 belegte das Team Platz 7 und war damit startberechtigt im EHF-Pokal. In der EHF-Pokal-Spielzeit 2008/09 schaffte es das Team bis ins Halbfinale, ebenso im EHF-Pokal 2010/11.
In der Erstligasaison 2012/13 belegte das Team aus Logroño Platz 3 der spanischen Liga und schaffte damit erstmals die Qualifikation zur Teilnahme an der EHF Champions League. In der Champions-League-Spielzeit 2013/14 kam das Team aber nicht über die Gruppenphase hinaus. In der Saison 2013/14 der Liga Asobal belegte das Team aus Logroño Platz 2 der spanischen Liga hinter dem die Liga dominierenden FC Barcelona. Die Spielzeit 2014/15 der EHF Champions League endete für die Spanier im Achtelfinale. Auch Saison 2014/15 und Saison 2015/16 kam das Team in der höchsten nationalen Spielklasse auf den zweiten Platz. In der Champions League 2015/16 schied das Team in der K.O-Runde nach der Gruppenphase aus, die Champions-League-Saison 2016/17 endete ebenso in der K.O.-Runde nach der Gruppenphase.
Die Erstligasaison 2020/21 beendete das Team auf Platz 3.
In der Copa del Rey de Balonmano verlor das Team 2013, 2017, 2018 und 2023 jeweils erst das Finalspiel. Ebenso verlor das Team jeweils erst im Finale in der Supercopa Asobal der Jahre 2014, 2018 und 2019.

## Trainer
Trainer der ersten Männer-Mannschaft ist Miguel Ángel Velasco Encinas, der im Verein auch schon als Spieler aktiv gewesen ist.

## Spieler
In der Saison 2022/2023 trat das Team in der Liga Asobal mit diesem Kader an:
Jorge Pérez, Aliaksandr Markelau, Javier Romeo, Alex Rubiño, Mahamadou Keita, Ruben Gonçalves Ledi, Ismael El Korchi, Luciano Silva, Oleg Kisselev, Juan Palomino, Alvaro Preciado, Eduardo Cadarso, Angel Rivero, Eduardo Ortíz Badillo, David Cadarso, Javier Rodriguez, Javier García Lopez, Leo Dutra, Antonio Serradilla, Mamadou Diocou, Leo Almeida

## Bekannte ehemalige Spieler
- Gurutz Aguinagalde
- Marc Amargant
- Juan del Arco
- Erik Balenciaga
- Pawel Baschkin
- Pablo Cacheda
- Rafael Capote
- Agustín Casado
- Fábio Chiuffa
- Marko Ćuruvija
- Alex Dujshebaev
- Leonardo Dutra
- Ángel Fernández
- Rubén Garabaya
- Juanín García
- Imanol Garciandia
- Isaías Guardiola
- Rudolph Hackbarth
- Sergey Hernández
- Vanja Ilić
- Filip Källman
- Richard Kappelin
- Oleg Kisselev
- Lazar Kukić
- Haniel Langaro
- Patrik Ligetvári
- Gregor Lorger
- Aidenas Malašinskas
- Cristian Malmagro
- Josep Masachs
- Niko Mindegía
- Ángel Montoro
- Jorge Pabán
- Iñaki Peciña
- Thiagus Petrus
- Albert Rocas
- Mohammad Sanad
- Miguel Sánchez-Migallón
- Philip Stenmalm
- Leonardo Terçariol
- Alexander Tioumentsev

## Handball in Logroño
In Logroño existiert auch der Verein Club Balonmano Sporting La Rioja.